# Soglia messapica
La soglia messapica è una depressione carsica che divide le subregioni pugliesi della Murgia (Valle d'Itria) dal Salento (Alto Salento) correndo lungo la linea sud-ovest/nord-est attraverso la città di Taranto sul mar Ionio, e lambendo i comuni di Grottaglie, Villa Castelli, Ceglie Messapica fino a giungere a Ostuni e Carovigno e quindi al mar Adriatico. 
È caratterizzata dalla presenza di alture, trulli, specchie, gravine, grotte e corsi d'acqua sotterranei che danno origine al canale Reale. La vegetazione predominante è caratterizzata da olivi (anche selvatici) e diverse varietà di quercia.